# ساندرلند (ماساچوست)
ساندرلند(به انگلیسی: Sunderland) شهرکی در شهرستان فرانکلین ایالت ماساچوست می‌باشد که در سال ۱۷۱۴ بنیان‌گذاری شده‌است. این شهرک در سرشماری سال ۲۰۱۰ میلادی، ۳٬۶۸۴ نفر جمعیت داشته‌است.